# Z-rör

Z-rör

Z-röret är en apparat för att mäta draghållfastheten hos en vätska.
Den består av ett z-format rör med öppna ändar, fyllt med en vätska och placerat ovanpå ett snurrbord. Om röret var rakt skulle vätskan omedelbart flyga ut ur ena eller andra änden av röret när det började snurra. Genom att böja rörets ändar bakåt mot rotationscentrum, kommer vätskan att förskjutas bort från centrum och resultera i att vattennivån i ena änden av röret stiger, vilket ökar trycket i den änden av röret, och följaktligen återför vätskan till rörets mitt. Genom att mäta rotationshastigheten och avståndet från rotationscentrum till vätskenivån i rörets böjda ändar kan tryckreduktionen inuti röret beräknas.
Negativa tryck (dvs. mindre än noll absoluttryck, eller med andra ord, spänning) har rapporterats med användning av vatten som bearbetats för att avlägsna upplösta gaser. Draghållfastheter på upp till 280 atmosfärer har rapporterats för vatten i glas.